# Гомосексуальная паника
Гомосексуальная паника (также гей-паника) — термин, впервые употреблённый психиатром Эдвардом Дж. Кемпфом в 1920 году, описывающий острый, реактивный психоз — страх того, что другие обнаружат якобы имеющуюся у человека гомосексуальность. Несмотря на психотическую природу такого состояния, Кемпф назвал его «острой гомосексуальной паникой». Это состояние также называют «болезнью Кемпфа».
Такие случаи могут происходить в ситуациях, связанных с непосредственной близостью людей одного пола, например, в общежитиях или казармах. Одним из наиболее крупных примеров может служить массовая мобилизация во время Второй мировой войны, когда в казармах был общий душ и туалет, в которых часто не было даже дверей.

## Правовая защита
В области правовой защиты под термином «гомосексуальная паника» понимается особое психологическое состояние, близкое к состоянию аффекта, которое наступает у гетеросексуального мужчины, когда к нему проявляет интерес гей/бисексуал. Это понятие часто используется в судах стороной, обвиняемой в преступлении против гомосексуалов (чаще в нападении или убийстве). При этом преступники утверждают, что они стали объектом романтических или сексуальных домогательств со стороны жертвы, которые были настолько обидны и страшны, что привели к психотическому состоянию, вызвав необычное насилие. Таким образом, защита стремится доказать имевшее место состояние невменяемости подсудимого и смягчить приговор, кроме того при этом предлагается часть вины переложить на жертву, которая якобы сама спровоцировала преступление. Юрисдикцией многих стран такое оправдание не признаётся.
Понятие «гомосексуальной паники» стало известно, в частности, по процессу над убийцами Мэттью Шепарда.
Транс-паника — аналогичное оправдание, применяемое в тех случаях, когда жертвы — транссексуалы или интерсексуальные люди.